# Adrumeto

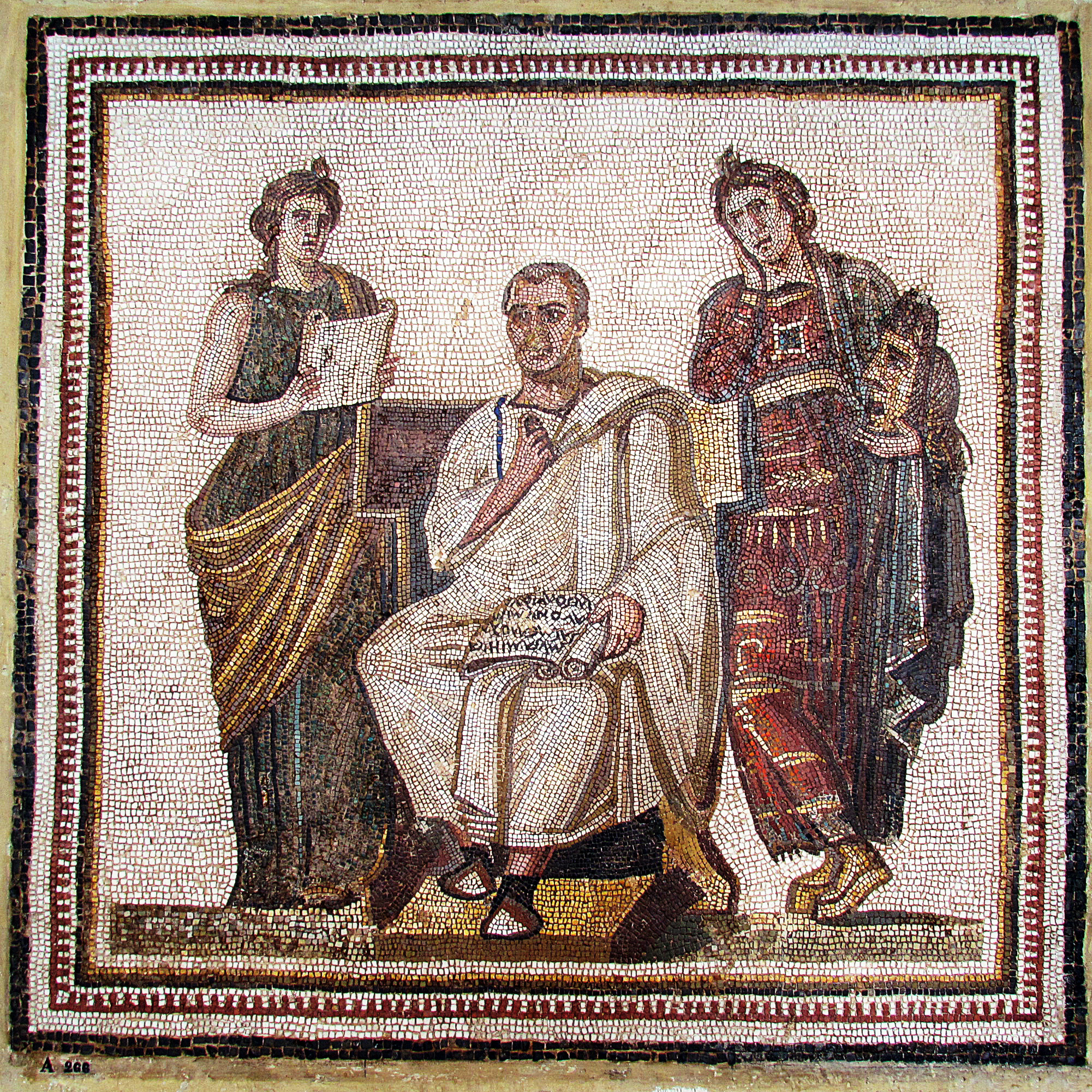
Mosaico con il ritratto di Virgilio da Adrumeto nel Museo nazionale del Bardo di Tunisi

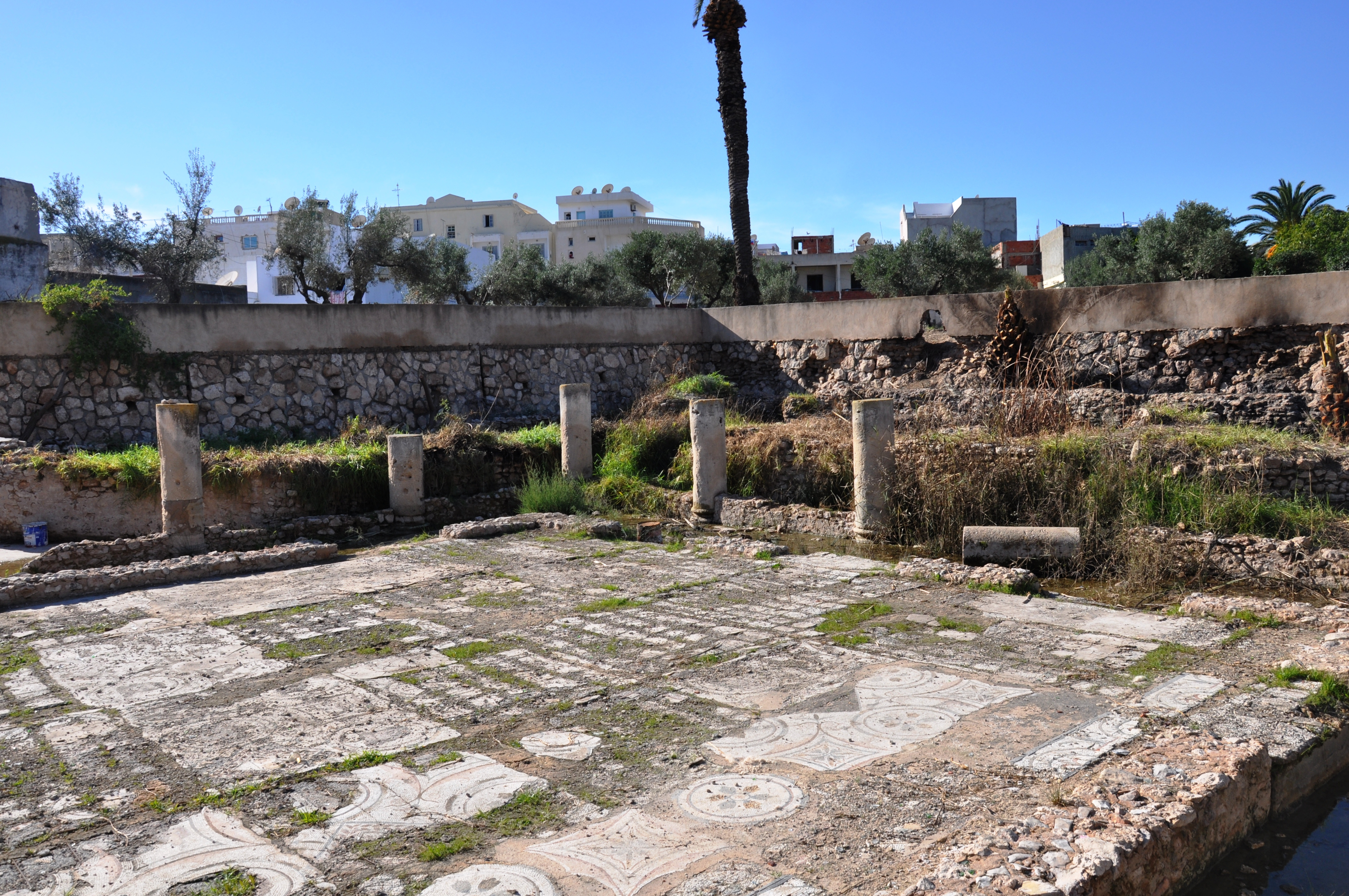
Resti della "casa delle Maschere"

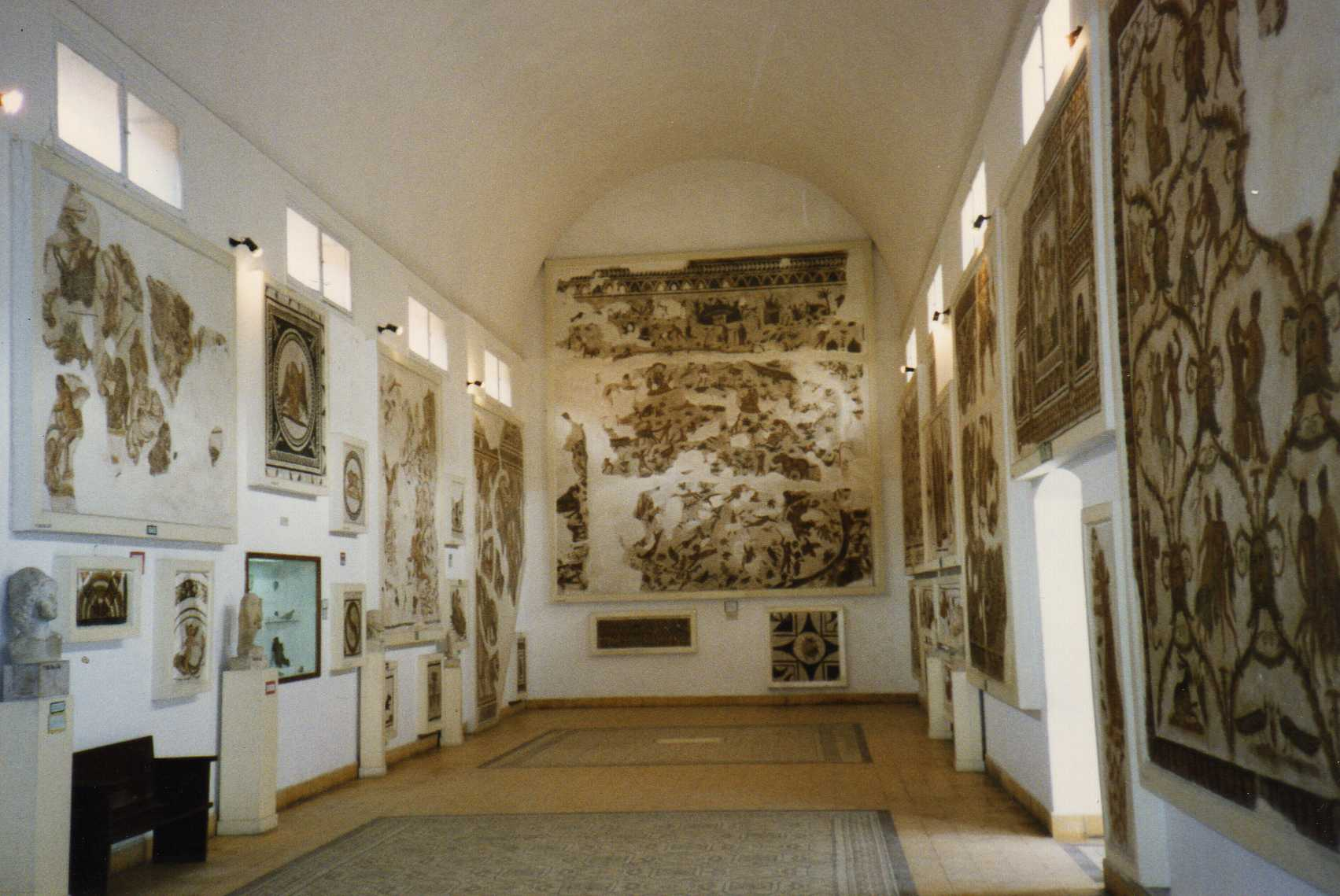
Mosaici nel Museo archeologico

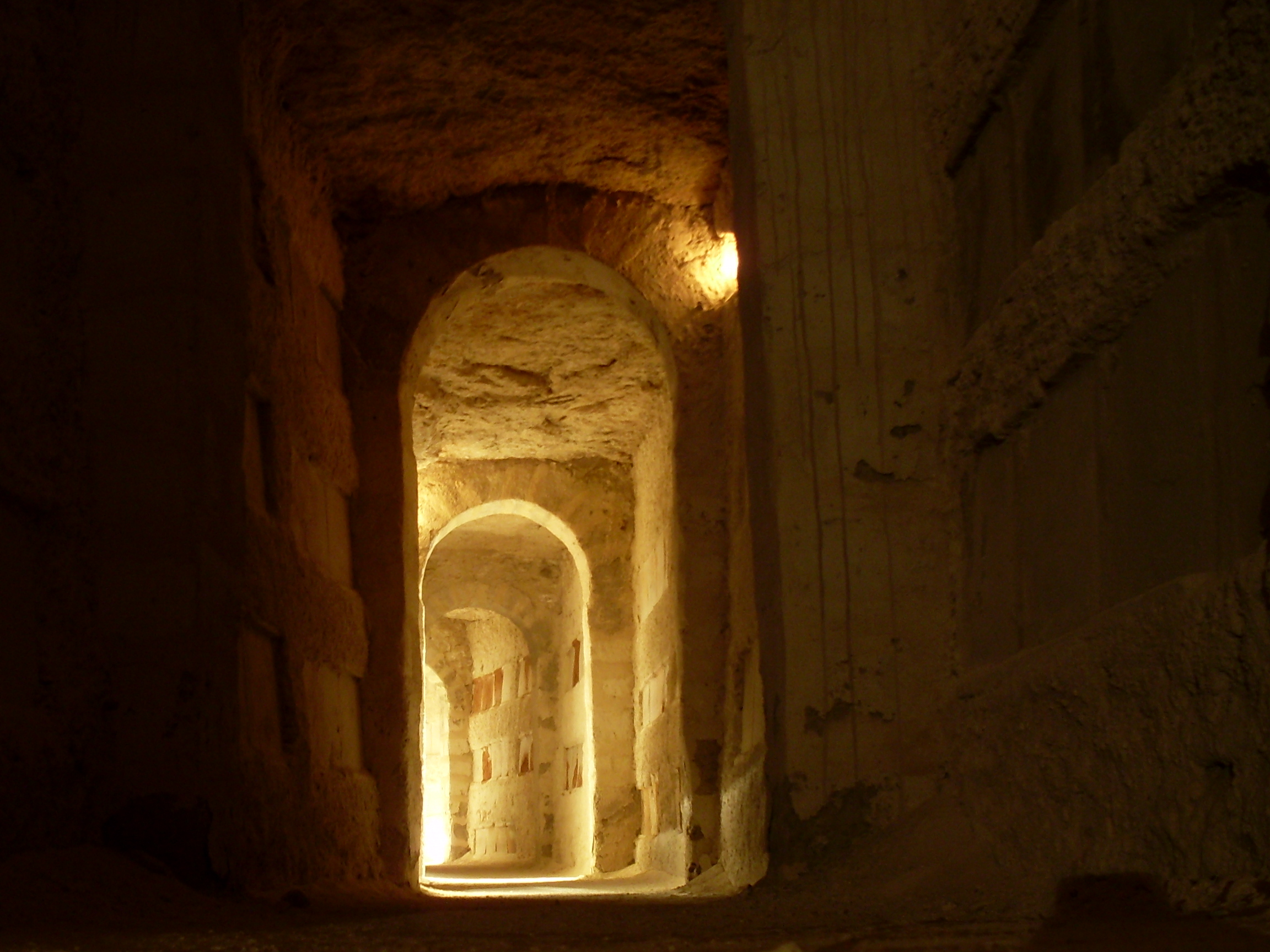
Catacombe cristiane

Adrumeto  (AFI: /adruˈmɛto/; in latino Hadrumetum; in greco antico ᾿Αδρύμητος) è stata una colonia fenicia e poi città romana, oggi corrispondente alla città di Susa, capoluogo dell'omonimo governatorato in Tunisia. I resti della città antica si trovano in massima parte sotto la città moderna.

## Storia
Secondo la tradizione la città sarebbe stata fondata in epoca molto antica, prima della fondazione della stessa Cartagine, forse addirittura nell'XI secolo a.C., da coloni provenienti dalla città di Tiro. Le più antiche testimonianze archeologiche, raccolte nel tophet, risalgono al VII secolo a.C..
La città si impiantò inizialmente presso il fiume, utilizzando le pendici della collina come necropoli. Durante la spedizione siracusana in Africa, alla fine del IV secolo a.C., fu assediata e conquistata da Agatocle. Nel 203 a.C. servì di base all'esercito di Annibale, ritornato in Africa dopo la spedizione in Italia, prima della battaglia di Zama.
Dopo la distruzione di Cartagine da parte dei Romani (146 a.C.), ebbe lo status di città libera, collocata nella provincia dell'Africa.. Aveva un vasto territorio, utilizzato per la coltivazione dell'olivo, e un porto attivo. Fu inoltre sede dell'amministrazione delle proprietà imperiali nella regione (procurator regioni Hadrumetinae).
Sotto Traiano ottenne il titolo di colonia, con il nome di Colonia Concordia Ulpia Traiana Augusta Frugifera Hadrumetina.
Raggiunse l'apogeo in età antonina e severa, ma declinò a partire dal III secolo d.C.. Fu tuttavia capoluogo della provincia dioclezianea della Valeria Byzacena. Fu sede episcopale (Dioecesis Hadrumetina).
Sotto il regno dei Vandali la città, dopo essere stata saccheggiata, prese il nome di Hunericopolis (dal re vandalo Unnerico, 477-484). Dopo la riconquista bizantina la città prese il nome di Iustinianopolis, dall'imperatore Giustiniano (527-575). Fu poi presa dal califfato omayyade nel VII secolo.

## Descrizione
Al di sotto della chiesa cattolica di Susa sono stati rinvenuti i resti del tophet, in funzione tra il Vii e il I secolo a.C.; le necropoli puniche sorgevano, nelle vicinanze della città sulle pendici della collina che oggi ospita la qasba.
I monumenti cittadini sono scomparsi sotto la città moderna, ma sono stati ritrovati i resti di diverse abitazioni decorate da mosaici: dalla "casa di Virgilio" (III secolo) proviene un riquadro a mosaico con il ritratto di Virgilio conservato presso il Museo nazionale del Bardo a Tunisi; la "casa delle Maschere e del Poeta" ha restituito altri mosaici di epoca severiana. Il museo archeologico di Susa possiede una ricca collezione di mosaici e numerose sculture (un grande rilievo trionfale, un ritratto colossale di Traiano e due statue frammentarie in corazza provengono probabilmente dal foro cittadino).
Si conservano inoltre delle catacombe cristiane.